# Wulkow (Jerichow)
Wulkow è una delle 12 municipalità (Ortschaft) che complongono la città tedesca di Jerichow, nel Land della Sassonia-Anhalt.

## Storia
Fino al 31 dicembre 2009 Wulkow era un comune autonomo.

## Geografia antropica
La municipalità di Wulkow comprende le frazioni (Ortsteil) di Großwulkow, Kleinwulkow, Hohenbellin, Altbellin, Havemark e Blockdamm.